# VII. János trieri érsek
VII. János trieri érsek (Johann von Schönenberg) (Schwirzheim, 1525 – Koblenz, 1599. május 1.). Johann von Schönenberg 1581 és 1599 között  a Trieri Választófejedelemség választófejedelme, a Trieri egyházmegye érseke volt.

## Életpályája
Von Schönenberg 1525-ben született a schwirzheimi Hartelstein várában. Apját szintén Johann von Schönenbergnek hívták. A trieri székesegyház domizellárja lett 1538-ban. Az 1546-48-as éveket a Heidelbergi és a Freiburgi Egyetemen töltötte tanulmányaival.
1581. július 31-én a trieri székesegyház káptalanja Johann von Schönenberget választotta Trier új érsekévé. XIII. Gergely pápa 1582. január 26-án megerősítette kinevezését. 1582. augusztus 12-én szentelte püspökké Francesco Sporeni és Giovanni Francesco Bonomi társszentelők jelenlétében Ludovico Madruzzo. Érsekként Johann von Schönenberg elnökölt a trieri boszorkányperekben.
Nem sokkal halála előtt Lothar von Metternich lett a koadjutor érsek. Koblenzben halt meg 1599. május 1-jén. A trieri székesegyházban van eltemetve. 1602-ben Hans Ruprecht Hoffmann készítette el von Schönenberg síremlékét.